# Dithering (audio)
Dithering – proces polegający na dodaniu do odtwarzanego strumienia dźwiękowego niskopoziomowego szumu (neutralnego dla naszych uszu), w zamian za redukcję zakłóceń.

## Opis
Dithering jest niezbędny, gdy cyfrowy dźwięk o rozdzielczości np. 16-bitowej odtwarzamy z precyzją mniejszą niż 16 bitów (ma to przeważnie miejsce, gdy używamy wielu wtyczek DSP). Dithering jest kluczowym procesem w profesjonalnej konwersji rozdzielczości plików dźwiękowych (najczęściej w nieskompresowanym formacie PCM) z 64-, 48- lub 32-bitowej (obróbka dynamiczna sygnału, dodawanie efektów, miksowanie) na 24-bitową (obecny standard profesjonalnej cyfrowej rejestracji dźwięku) albo z 24-bitowej na 16-bitową np. w celu zapisania w formacie CD-Audio. Szum ditheringowy maskuje zniekształcenia harmoniczne i błędy kwantyzacji, których nie da się uniknąć podczas takiej konwersji.

## Algorytmy ditheringu
Istnieją różnorakie algorytmy ditheringu, spośród których najpopularniejsze to:
- POW-r,
- Apogee UV22,
- Waves IDR
- iZotope MBIT+.

Niełatwo stwierdzić, który algorytm jest najlepszy, bowiem oceny specjalistów oparte są nie tylko na matematycznych wyliczeniach i wykresach, lecz także na subiektywnych wrażeniach odsłuchowych – chodzi bowiem o to, by proces ditheringu maskował jak najwięcej negatywnych skutków konwersji, nie degradował oryginalnego brzmienia, był niewykrywalny dla uszu przeciętnego słuchacza i pozwalał zachować jak najwięcej informacji (bitów) materiału oryginalnego w pliku o niższej rozdzielczości.
Wymienione algorytmy stosuje się podczas finalnej konwersji materiału dźwiękowego do niższej rozdzielczości bitowej (na końcu procesu masteringu), ponieważ działają one na zasadzie kształtowania szumu, a nie jedynie prostego dodawania go do sygnału. W związku z tym plik, w którym zastosowano dithering z kształtowaniem szumu, nie może zostać poddany kolejnej obróbce – zwłaszcza dynamicznej, ponieważ np. Apogee UV22 odfiltrowuje główną energię szumu poza zakres słyszalnego pasma dźwięku – do ok. 22 kHz (stąd nazwa), a po jeszcze jednej obróbce szum ten mógłby nałożyć się na pasmo słyszalne, co zniweczyłoby cały efekt ditheringu.
W niektórych sytuacjach stosuje się specjalny szum ditheringowy (tzw. TPDF), który umożliwia ponowną obróbkę sygnału dźwiękowego. Więcej o ditheringu TPDF dowiedzieć się można w artykule ze źródła nr 1.